# City Limits (film)
City Limits is een Amerikaanse sciencefictionfilm uit 1985. De film werd geregisseerd door Aaron Lipstadt, die ook deels het script schreef.

## Verhaal
De film speelt zich af in een post-apocalyptische toekomst. In deze toekomst heeft een mysterieus virus vrijwel alle volwassen mensen uitgemoord, waarna de overgebleven kinderen jeugdbendes hebben gevormd die continu in oorlog zijn met elkaar.
De jonge Lee komt terecht tussen twee bendes. Nadat hij zichzelf heeft bewezen wordt hij door een van hen geaccepteerd als lid. Er is echter een nog groter gevaar dan rivaliserende bendes: de kwaadaardige Sunya Corporatie. Deze wil de bendes gebruiken voor eigen doeleinden.

## Rolverdeling
| Acteur                  | Personage            |
| ----------------------- | -------------------- |
| John Stockwell          | Lee                  |
| Darrell Larson          | Mick                 |
| Rae Dawn Chong          | Yogi                 |
| James Earl Jones        | Albert               |
| Kim Cattrall            | Wickings             |
| Don Keith Opper         | Sammy                |
| Pamela Ludwig           | Frankie              |
| Tony Plana              | Ramos                |
| Kelly Stuart            | Ruth                 |
| Matt Goulish            | Billy                |
| Joannelle Nadine Romero | Vrouw in de woestijn |
| Norbert Weisser         | Bolo                 |

## Achtergrond
“City Limits” werd bespot in de cultserie Mystery Science Theater 3000.